# Мара (буддизм)
Ма́ра (санскр. मार, IAST: māra, «смерть, разрушение», кит. трад. 魔羅, упр. 魔罗, пиньинь Móluó, палл. Моло) — в буддизме — демон-искуситель, возглавляющий царство богов (параниммитавасаватти) и соблазнявший Будду Гаутаму видениями красивых женщин (возможно, своих дочерей). В буддийской космологии Мара персонифицируется как воплощение безыскусности, гибели духовной жизни. Мара — искуситель, отвлекающий людей от духовных практик путём придания привлекательности земной жизни или выдавая отрицательное за положительное.
В абхидхарме Мару помещают на высшее местопребывание сферы чувственного в мир Паринимитра-вашавартин.
Ранние буддисты, однако, расценивали Мару не как бога, всемогущего повелителя зла, а, скорее, как досадную неприятность. Многие сюжеты преданий, в которых Мара встречается с Буддой, носят определённо ироничный оттенок.
«Мара многолик» — говорят буддисты, когда хотят сказать, что существует некоторая сумма сил (привязанностей и страхов как результат соприкосновений с окружающей материальной и прочими иллюзорными «реальностями»), вновь и вновь увлекающих человеческую сущность к очередному воплощению.
В традиционном Буддизме слово «мара» имеет четыре значения:
1. клеша-мара (санскр. क्लेश, IAST: kleśa, «трудность, неприятность, страдание») — Мара как воплощение всех безыскусных, низких эмоций.
2. мритью-мара (санскр. मृत्यु, IAST: mṛtyu, «смерть») — Мара как воплощение смерти, непрерывной череды перерождений.
3. скандха-мара (санскр. स्कन्ध, IAST: skandha, здесь: «условность, форма») — Мара как метафора взаимосвязанности условностей.
4. девапутра-мара (санскр. देवपुत, IAST: devaputra, «дитя бога») — Мара как дитя бога, то есть, собственно Мара как существо. Эта ипостась Мары близка с индуистской концепцией майи[источник не указан 5282 дня].

В раннем буддизме значение придавалось как буквальному, так и «психологическому» восприятию Мары. Считается, тем не менее, что как бы мы ни понимали Мару, он имеет власть ровно настолько, насколько мы ему это позволяем.
В буддийской иконографии существует мудра-бхумиспарша, в которой изображается Будда, побеждающий Мару.